# Nesticella sechellana
Nesticella sechellana är en spindelart som först beskrevs av Simon 1898.  Nesticella sechellana ingår i släktet Nesticella och familjen grottspindlar.
Artens utbredningsområde är Seychellerna. Inga underarter finns listade i Catalogue of Life.